# لوني يونغ
لوني يونغ (بالإنجليزية: Lonnie Young)‏ هو لاعب كرة قدم أمريكية أمريكي، ولد في 18 يوليو 1963 في فلينت في الولايات المتحدة.

## وصلات خارجية
- لوني يونغ على موقع مرجع كرة القدم المحترفة.كوم (الإنجليزية)